# Björngårdsvillan

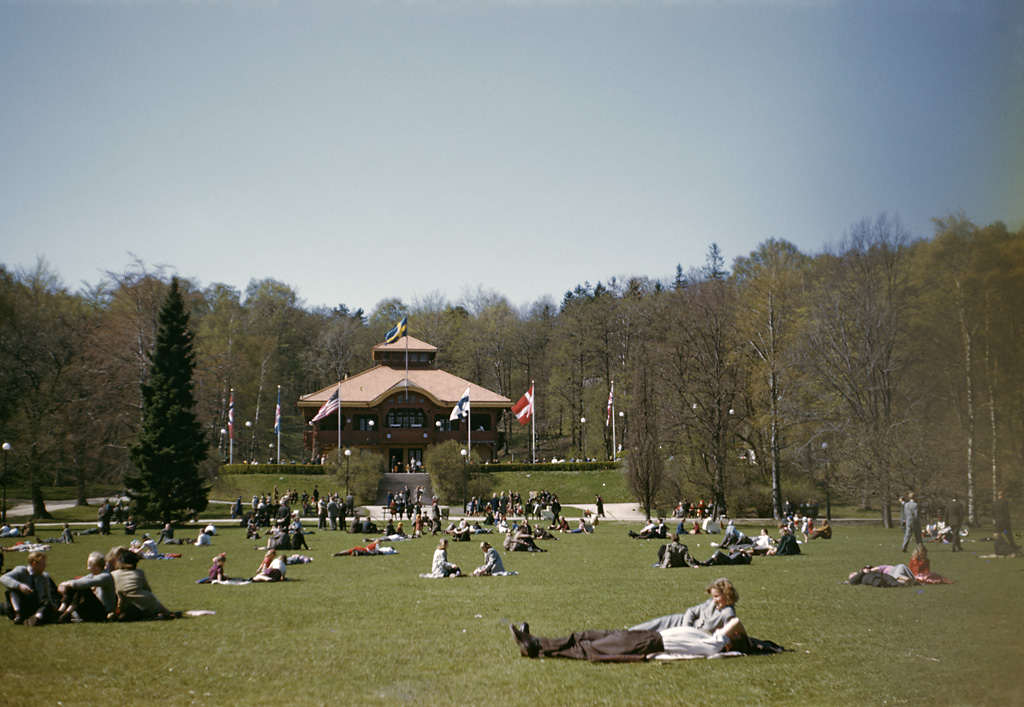
Björngårdsvillan i april 1948.

Björngårdsvillan, först kallad Stora Restaurangen är en byggnad i Slottsskogen i Göteborg, som invigdes den 23 maj 1906.

## Stora Restaurangen (1906)
Stora Restaurangen ritades av arkitekt Ernst Krüger. Den placerades där det tidigare legat en serveringspaviljong som kallades 5:an, på en plan avsats i slänten vid Björnbacken som då ledde upp till dansbanan och som idag leder upp till Barnens Zoo. I nära anslutning låg en musikpaviljong som flyttats dit från Trädgårdsföreningen 1886 och bakom villan låg en björngrotta med en björn som donerats till Slottsskogen 1902. På grund av närheten till björnen kom villan snart istället att kallas för Björngårdsvillan, något som finns dokumenterat i varje fall från 1911.
Björngårdsvillan var ritad i en nationalromantisk sekelskiftesstil. Undervåningen var i ljus rappad puts och övervåningen i mörkt trä. Huvudbyggnaden var kvadratisk med ett valmat tak som upptill hade en stor kvadratisk lanternin som i sin tur hade ett valmat tak. Tegeltaket hade en rejält utskjutande takfot över balkongen som kantade övervåningen. Bakom huvudbyggnaden låg ett mindre byggnad. Upp till entréplanet, och uteserveringen framför restaurangen ledde en bred, centralt placerad trappa.
Redan innan restaurangen invigdes rådde det spritförbud i Slottsskogen men fram till 1909 fick man servera öl och vin till serverad mat. Efter det totala alkoholförbudet i Slottsskogen som trädde i kraft den 1 april 1909 tvingades restaurangen snart att stänga och var stängd fram till 1919. Under den korta perioden fram till 1923, då Liseberg öppnade, var Björngårdsvillan ett populärt tillhåll för ungdomar, inte minst på grund av de artister som framträdde på musikpaviljongen. Även allsångskvällarna var mycket populära och drog ibland tusentals besökare. Ett antal 78-varvare gavs ut på 1930-talet med musik inspelad vid Björngårdsvillan.

## Branden 1951
Restaurangen totalförstördes i en brand natten den 13-14 december 1951. Vi tiden för branden bodde direktör Ivar Melin med familj i villan, vilka alla klarade sig. Initiativet till ett återuppbyggande togs 1958 av representanter för Kristna Affärsmän och Näringsidkare (KAN) i Göteborg, tillsammans med ett sextiotal ideella och kristna organisationer som bedrev ungdomsverksamhet. Målsättningen var att skapa en träffpunkt i Slottsskogen som kunde förmedla en kulturell, ideell och kristen fostran till ungdomar samt att på samma tomt uppföra en byggnad för "konditori- och restaurangverksamhet". Den 22 mars 1960 bildades Stiftelsen Nya Björngårdsvillan som hade förankring inom frikyrkan och nykterhetsrörelsen vilka verkade för att en ny byggnad skulle uppföras och som senare även hade ansvar för villans verksamhet.

## Nya Björngårdsvillan (1962)

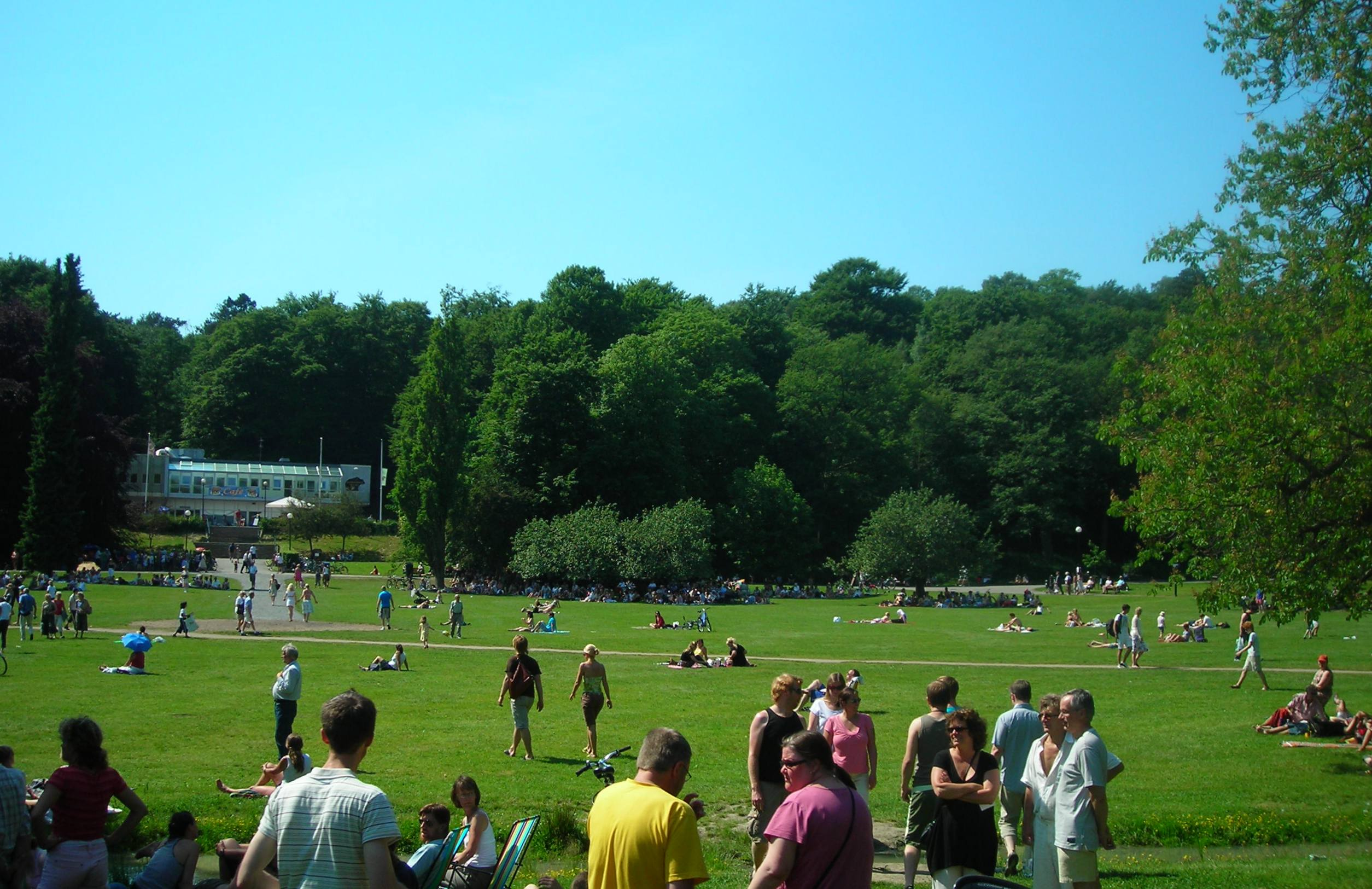
Björngårdsvillan i juni 2010.

Första spadtaget till bygget togs den 15 februari 1962 av stadsfullmäktiges vice ordförande Bertil Thorburn, och nya Björngårdsvillan invigdes den 4 november 1962 av kanslirådet O. Larnstedt från socialdepartementet. Kostnaden för nya Björngårdsvillan uppgick till cirka 1,2 miljoner kronor, varav cirka 300 000 kronor utgjordes av teknisk utrustning samt inventarier. Göteborgs stad anslog 250 000 kronor, 125 000 kronor kom från allmänna arvsfonden. Stiftelsen fick 400 000 kronor i gåvor och 500 000 kronor i lån av Göteborgs stad samt Göteborgs Sparbank. Byggnaden ritades av arkitekt Per Lindfors och huvudentreprenör var Lennart Wallenstam byggnadsfirma. 
Den nya björngårdsvillan alluderade en del på den gamla Björngårdsvillan, fast i en funktionalistisk tappning. Till skillnad från den gamla har den nya byggnaden en horisontell utsträckning. Bottenvåningen i ljus puts hade en rad av fönster och en centralt placerad entré. Ovanpå bottenvåningen fanns en andra våning, delvis i rödbrunt tegel, som sköt ut över bottenvåningen och skapade ett överhäng. Över en stor del av fasaden på övervåningen sträckte sig en rak balkong som även kunde nås via en trappa från markplan. Även andra våningen hade en horisontell rad med fönster infattade i ett system med metallrännor som löpte från det plana taket ned till botten av andra våningen. Den centralt placerade trappan som ledde upp till entréplan och uteserveringen var liknande den som fanns till gamla Björngårdsvillan.    
Totalytan uppgick till 1 463 kvadratmeter, och i källarvåningen fanns hobbylokaler, bordtennisrum, fotolaboratorium, omklädningsrum och duschar, med mera samt reservlokaler. Bottenvåningen upptogs till största delen av en sammanträdeslokal. På övervåningen fanns en festsal med plats för 90 sittande gäster. I salens panelvägg fanns ett altare inbyggt så att den kunde användas för gudstjänster. Föreståndaren hade sin tjänstebostad i en av flyglarna.

### Kristen verksamhet, TV-program och skivutgivning
Den 27 januari 1963 bildades Västra Frölunda Frikyrkoförsamling, idag Flatåskyrkan, i Björngårdsvillan. 1966 gavs samlings-LP:n Ungdomsträngsel på Björngårdsvillan med kristen musik ut på skivbolaget Cymbal. Och under 1960- och 70-talet sändes ett kristet sångprogram från Björngårdsvillan producerat för SVT, bland annat av prästen och filmaren Per Söderberg. Fokus låg framförallt på traditionell kristen musik och gospel. I anslutning till programmet gavs det ut flera LP-skivor, bland annat Sjung Av Hjärtat Sjung - Sångstund Från Björngårdsvillan (1974), och Sånger från Björngårdsvillan vol.1 & vol.2.

## Tropikhuset
1998 köpte Wallenstam Björngårdsvillan och byggde om den invändigt för fem miljoner kronor till hyresgästen Tropikhuset, som flyttade in samma år. Det göts betongväggar, sattes upp glasväggar och installerades ett stort vatten- och fläktsystem för att hålla det tropiska klimatet på 28 grader. Fem år senare gick dock firman i konkurs, och de tropiska djuren såldes eller skänktes bort.

## Dômen konstskola
2005 sålde Wallenstam Björngårdsvillan till Dômen konstskola som idag (2016) bedriver sin verksamhet i huset. I delar av bottenvåningen drivs det caféverksamhet.
Idag är det röda teglet vitmålat. Balkongen och yttertrappan upp till den är borttagna och istället finns där ett inglasat rum med lutande tak.